# Das Kunstwerk im Zeitalter seiner technischen Reproduzierbarkeit
Das Kunstwerk im Zeitalter seiner technischen Reproduzierbarkeit ist der Titel eines Aufsatzes des Philosophen Walter Benjamin (1892–1940), den er 1935 im Pariser Exil verfasste. Er erschien erstmals 1936 unter dem Titel L’œuvre d’art à l’époque de sa reproduction mécanisée in der Zeitschrift für Sozialforschung, in einer redaktionell überarbeiteten und gekürzten französischen Übersetzung.
In seinem Aufsatz vertritt Benjamin die These, dass die Kunst und ihre Rezeption selbst, insbesondere durch die Entwicklung von Photographie und Film, einem Wandel unterworfen sind. Dies geschehe zum einen durch die Möglichkeit der massenhaften Reproduktion, zum anderen durch eine veränderte Abbildung der Wirklichkeit und damit eine veränderte kollektive Wahrnehmung. Zudem verliere in diesen Prozessen das Kunstwerk seine Aura, was in der Folge wiederum die soziale Funktion der Medien verändere.
Die durch die Reproduzierbarkeit entstehende kollektive Ästhetik biete zwar die Möglichkeit der Entwicklung hin zu gesellschaftlicher Emanzipation, berge aber auch die Gefahr der politischen Vereinnahmung, wie zeitgenössisch am Aufstieg des Faschismus deutlich werde.

## Stellenwert der Schrift in der kunsttheoretischen Debatte
Benjamin bezeichnete seine Schrift als die „erste Kunsttheorie des Materialismus, die diesen Namen verdient“. Während zu Benjamins Lebzeiten und in der direkten Nachkriegszeit die Rezeption des Aufsatzes begrenzt war, wurde der Text in den 1960er und 1970er Jahren wiederentdeckt. Seit Mitte der 1980er Jahre gilt er als eines der Gründungsdokumente der Kultur- und Medientheorie der Moderne.

## Inhalt
In den Druckausgaben umfasst der Aufsatz in der letzten autorisierten Fassung von 1939 in der Regel knapp vierzig Seiten. Er besteht aus einem Hauptteil von fünfzehn römisch durchnummerierten Kapiteln sowie Vor- und Nachwort, innerhalb derer die erkenntnistheoretische und politische Bedeutung des Werks herausgestellt wird. Als Motto dient ein Zitat von Paul Valéry aus dem Jahr 1928, das das Thema des Aufsatzes angibt: den Wandel der Kunst durch den Einfluss der Technik.
Das Vorwort behandelt den Zusammenhang von Marxismus und Kunsttheorie. Die Gedankengänge werden im Nachwort aufgegriffen und konkretisiert und dabei die Bedeutung der Kunst im Faschismus herausgearbeitet. Der Hauptteil gliedert sich in einen historischen Teil zur Kunst- und Mediengeschichte (Kapitel I bis VI), eine Überleitung (Kapitel VII), die sich mit dem Zusammenhang zwischen Photographie und Filmtheorie auseinandersetzt, und einen ästhetischen Teil, der die Film- und Kunstrezeption behandelt (Kapitel VIII bis XV). In 33 Fußnoten werden Begriffe und Thesen des Aufsatzes teilweise mit ausführlichen Zitaten aus Philosophie, Kunst- und Filmgeschichte erläutert.
Die erste, 1935 abgeschlossene Fassung, ist, neben inhaltlicher Unterschiede, anders gegliedert. So umfasst sie 19 Kapitel, die das Vor- und Nachwort einbeziehen und die vom Herausgeber nachträglich arabisch nummeriert und mit einem Inhaltsverzeichnis versehen wurden.

### Marxismus und Kunsttheorie
In der Einleitung stellt Benjamin ein Zitat Paul Valérys voran, der mit Bezug auf die Möglichkeiten der modernen Wissenschaft und Technik schrieb:

„Man muß sich darauf gefaßt machen, daß so große Neuerungen die gesamte Technik der Künste verändern, dadurch die Invention selbst beeinflussen und schließlich vielleicht dazu gelangen werden, den Begriff der Kunst selbst auf die zauberhafteste Art zu verändern.“

Im Anschluss verweist Benjamin auf die Analyse der kapitalistischen Produktionsweise durch Karl Marx, der prognostiziert hatte, der Kapitalismus werde künftig Bedingungen herstellen, „die die Abschaffung seiner selbst möglich machen“. Unter Rückgriff auf die im historischen Materialismus entworfene Theorie von Basis und Überbau stellt Benjamin heraus, dass der Überbau einem langsameren Prozess der Umwälzung unterliege, als es für die von Benjamin als „Unterbau“ bezeichneten Produktionsverhältnisse der Fall sei. Erst in der zeitgenössischen Gegenwart würde, nach mehr als einem halben Jahrhundert, „auf allen Kulturgebieten die Veränderung der Produktionsbedingungen zur Geltung“ gebracht.
Aus dieser Entwicklung ließen sich nunmehr neue prognostische Thesen ableiten, zwar nicht über die Kunst des Proletariats nach dessen Machtergreifung oder in einer klassenlosen Gesellschaft, so aber doch „über die Entwicklungstendenzen der Kunst unter den gegenwärtigen Produktionsbedingungen“. Deren Dialektik sei sowohl im Überbau als auch in der Ökonomie bemerkbar. Den zu entwickelnden Thesen schreibt Benjamin einen „Kampfwert“ zu, die den überkommenen und im faschistischen Sinn angewandten Begriffen wie Schöpfertum und Genialität, Ewigkeitswert und Geheimnis entgegengestellt werden sollen. Im Unterschied zur geläufigen Kunsttheorie erachtet er die von ihm im Folgenden eingeführten Begriffe als „für die Zwecke des Faschismus vollkommen unbrauchbar […]. Dagegen sind sie zur Formulierung revolutionärer Forderungen in der Kunstpolitik brauchbar.“

### Der Verfall der Aura

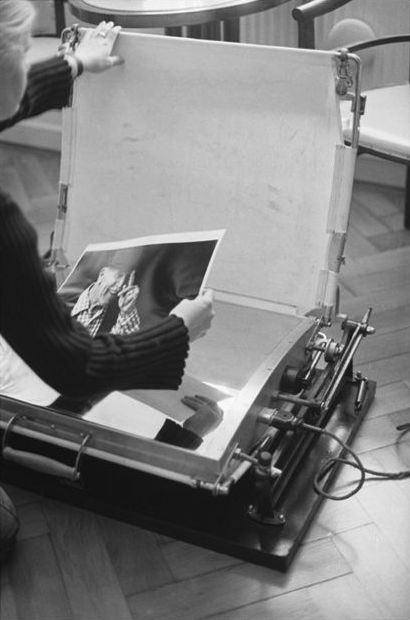
Eine Fotovergrößerung vom Fotonegativ auf Barytpapier (Der Vorläufer heutiger Fotopapiere) wird mit einer Trockenpresse fertiggestellt

Das erste Kapitel beschreibt einen historischen Abriss über die künstlerischen Reproduktionstechniken, angefangen in der Antike, in der mit Guss und Prägung Kunstformen und Münzen vervielfältigt wurden. In der frühen Neuzeit brachten Holzschnitt, Kupferstich und insbesondere der Buchdruck mit der Reproduzierbarkeit der Schrift enorme, auch gesellschaftliche Veränderungen mit sich. Eine weitere Stufe erreichte die Reproduktionstechnik mit der Lithographie; die Graphik wurde damit befähigt, „den Alltag illustrativ zu begleiten“. In der Moderne werden durch Photographie und Film die Möglichkeiten der Massenreproduktion geschaffen. Benjamin entwickelt aus dieser historischen Übersicht die These, dass die jeweiligen Neuerungen bereits in der Form enthalten sind: „Wenn in der Lithographie virtuell die illustrierte Zeitung verborgen war, so in der Photographie der Tonfilm.“
Benjamin stellt die Reproduktion dem originalen Kunstwerk gegenüber und sieht dessen Echtheit in der Einmaligkeit und dem Hier und Jetzt des Gegenstands. Es trägt seine Geschichte als Kulturerbe in sich und ist orts- und zeitgebunden, die Echtheit ist nicht reproduzierbar. Die modernen technischen Möglichkeiten der Reproduktion hingegen führen sowohl zur Massenhaftigkeit als auch zur Beweglichkeit des Kunstwerks. Seine geschichtliche Zeugenschaft gerät ins Wanken und es verliert seine Autorität: „Was im Zeitalter der technischen Reproduzierbarkeit des Kunstwerks verkümmert, das ist seine Aura.“ Mit der Lösung des Reproduzierten aus dem Bereich der Tradition geht eine gewaltige Erschütterung des Tradierten einher, die wiederum im engen Zusammenhang mit den zeitgenössischen Massenbewegungen steht. Deren „machtvollster Agent“ ist der Film, da seine kathartische Seite im positiven wie im negativen „die Liquidierung des Traditionswertes am Kulturerbe“ ist.
Im dritten Kapitel führt Benjamin die These aus, dass sich im historischen Prozess mit Veränderung der Daseinsweise auch die Art und Weise der Sinneswahrnehmung der menschlichen Kollektiva verändert. Er verweist dabei auf die Erkenntnisse der Wissenschaftler der Wiener Schule und bemerkt, dass diese nicht die gesellschaftlichen Umwälzungen berücksichtigt haben, die in den Veränderungen der Wahrnehmung ihren Ausdruck fanden. „Und wenn Veränderungen im Medium der Wahrnehmung […] sich als Verfall der Aura begreifen lassen, so kann man dessen gesellschaftliche Bedingungen aufzeigen.“
Benjamin definiert den Begriff der „Aura“, sowohl auf natürliche Gegenstände als auch auf Kunstwerke bezogen, als „einmalige Erscheinung einer Ferne, so nah sie sein mag“. Die Aura besteht gerade aus der Einmaligkeit und der in sich getragenen Geschichte eines Kunstwerks. Sowohl diese Einmaligkeit als auch die Ferne werden durch die Reproduzierbarkeit untergraben. Damit beruht der Verfall der Aura sowohl auf dem Anliegen „der Massen im heutigen Leben“, sich die Dinge räumlich und menschlich näherzubringen, als auch auf der Tendenz der Überwindung des Einmaligen „durch die Aufnahme von deren Reproduktion“.
So aber hat sich die Kunst von ihrem Ursprung gelöst, der im religiösen Ritual und der sich beständig wandelnden Tradition liegt. Kunstwerke waren in ihrem Ursprung und in ihrer Geschichte Bestandteil und Ausdruck kultischer Veranstaltungen. Auch im Wandel der Säkularisierung behielten sie ihren „Kultwert“, wie es zum Beispiel in der Lehre vom l’art pour l’art als eine ihr eigene „Theologie der Kunst“ erkennbar ist. Mit der Reproduzierbarkeit verschiebt sich der „Kultwert“ zum „Ausstellungswert“ des Kunstwerks: „Wie nämlich in der Urzeit das Kunstwerk durch das absolute Gewicht, das auf seinem Kultwert lag, in erster Linie zu einem Instrument der Magie wurde, […] so wird heute das Kunstwerk durch das absolute Gewicht, das auf seinem Ausstellungswert liegt, zu einem Gebilde mit ganz neuen Funktionen, von denen die uns bewußte, die künstlerische, als diejenige sich abhebt, die man später als eine beiläufige erkennen mag.“

### Erfahrungs- und Wahrnehmungswandel
Der zweite Teil des Aufsatzes, ab dem sechsten Kapitel, beschäftigt sich mit dem Übergang von der Photographie zum Film und den Entwicklungen in der Filmtheorie. Benjamin führt aus, dass schon nach der Einführung der Photographie vielfach die Frage diskutiert wurde, „ob die Photographie eine Kunst sei“, und dass diese Frage von den Filmtheoretikern nunmehr aufgegriffen werde. Es fehle dabei jedoch die Vorfrage, ob nicht durch die Erfindung der Photographie und später durch die Entwicklung zum Tonfilm „der Gesamtcharakter der Kunst sich verändert habe“.
Unter dieser Fragestellung wird im achten Kapitel der Film mit anderen Medienformen verglichen. Im Gegensatz zur direkten Kommunikation im Theater steht in der Wahrnehmung filmischer Bilder die „Apparatur“ zwischen Zuschauer und Darsteller. Mit technischen Mitteln wird der Schauspieler während der Produktion des Films inszeniert und ausgeleuchtet, von der Kamera getestet, die Szene geschnitten und präsentiert. „Das Publikum fühlt sich in den Darsteller nur ein, indem es sich in den Apparat einfühlt. Es übernimmt also dessen Haltung: es testet.“
Dieser Vorgang macht den Aura-Verlust im Film deutlich, die Einmaligkeit jeder Aufführung, das Hier und Jetzt des Schauspiels, ist gewichen. Durch die Filmindustrie aber wird sie ersetzt durch einen künstlichen Aufbau von personality außerhalb des Films, dem Starkult. Der Bezug ist im Begriff deutlich: der Starkult ersetzt den verlorenen Kultwert des Kunstwerks, der nunmehr zu einem Ausstellungswert wird.
Einen weiteren Vergleich nimmt Benjamin im elften Kapitel mit dem „Wandel der Bildlichkeit“ vor: Ein Maler hat bei seiner Arbeit eine natürliche Distanz zu dem Objekt, das er malt, vergleichbar mit einem Magier, der einen Menschen distanziert, durch das Auflegen einer Hand, heilt. Der Kameramann hingegen dringt in sein Motiv ein, wie ein Chirurg in den Körper eines Patienten. Es entsteht eine veränderte Abbildung der Wirklichkeit, sei es durch das „Optisch-Unbewusste“, mittels der Beschleunigung von Bildfolgen durch Filmmontage oder durch neue Darstellungsformen wie Zeitlupe und Großaufnahmen. Die Bilder sind vollständig verschieden: „Das des Malers ist ein totales, das des Kameramanns ein vielfältig zerstückeltes, dessen Teile sich nach einem neuen Gesetze zusammen finden.“ Die so beschleunigten Handlungs- und Wahrnehmungsformen beschreibt Benjamin mit dem Begriff „Chockwirkung“. Diese Effekte, die das Publikum im Film sucht, hatte der Dadaismus mit den Mitteln der Malerei und der Literatur bereits vorweggenommen.
Die Folge ist der Wandel der Bildrezeption, als Beispiel vergleicht Benjamin im zwölften Kapitel ein Gemälde von Pablo Picasso mit einem Film von Charles Chaplin: Die Massen lehnen das moderne Bild mit Unverständnis ab und reagieren „rückständig“, doch das gleiche Publikum sieht einen modernen „Groteskfilm“ mit Begeisterung und ist so gesehen fortschrittlich. Eine Erklärung liegt darin, dass, als wichtiges gesellschaftliches Indiz, die „Lust am Schauen und Erleben“ immer mit der Haltung des „Beurteilen wollens“ einhergeht. Die Betrachtung von Gemälden war historisch wenigen vorbehalten: „In den Kirchen und Klöstern des Mittelalters und an den Fürstenhöfen bis gegen Ende des achtzehnten Jahrhunderts fand die Kollektivrezeption von Gemälden nicht simultan, sondern vielfach gestuft und hierarchisch vermittelt statt.“ Mit der Öffnung der Galerien für ein breites Publikum war diesem jedoch nicht zugleich die Möglichkeit der „Apperzeption“ gegeben.
Im Kino hingegen werden die Reaktionen der Einzelnen zu einer Summe der Reaktion des Publikums, das sich in seiner Kundgebung zugleich gegenseitig kontrolliert. Der Kultwert des Films wird nicht nur dadurch zurückgedrängt, dass er die Betrachter in eine begutachtende Haltung bringt, sondern dass für diese begutachtende Haltung keine Aufmerksamkeit notwendig ist: „Das Publikum ist ein Examinator, doch ein zerstreuter“ schreibt Benjamin am Ende des fünfzehnten Kapitels.

### Kunst und Politik im Faschismus
Mit dem Nachwort bezieht sich Benjamin auf die politische Situation Mitte der 1930er Jahre und kommt damit auf den im Vorwort formulierten prognostischen Anspruch des Aufsatzes zurück. Der Faschismus versuche, die proletarisierten Massen zu organisieren, ohne deren Forderung nach Änderung der Eigentumsverhältnisse nachzukommen. Vielmehr nimmt er, insbesondere unter Verwendung der Medien Photographie und Film, eine „Ästhetisierung der Politik“ vor, deren zentraler Bestandteil der Führerkult ist und die im Krieg gipfeln wird: „Der Krieg, und nur der Krieg, macht es möglich, Massenbewegungen größten Maßstabs unter Wahrung der überkommenen Eigentumsverhältnisse ein Ziel zu geben.“
Als zentrales Beispiel zitiert er einige Absätze aus Marinettis Manifest zum äthiopischen Kolonialkrieg, in dem Krieg eine ästhetische Schönheit zugeschrieben wird. Benjamin zeigt daran auf, dass die technische Entwicklung im Allgemeinen und der Kunst im Besonderen vom Faschismus nicht zum Nutzen der Massen, sondern für die Ästhetisierung des Krieges benutzt wird. Dieser entsteht aus der „Diskrepanz zwischen gewaltigen Produktionsmitteln und ihrer unzulänglichen Verwertung“, also der Anhäufung von Kapital durch wachsende Technisierung einerseits und der steigenden Arbeitslosigkeit wie dem Mangel an Absatzmärkten andererseits. Die verlorene Aura wird dabei in der politischen Vereinnahmung durch kultische Rituale ersetzt, offenbar als Vollendung des l’art pour l’art. Benjamin schließt die Schrift mit der Hoffnung, dass die Politisierung der Kunst dieser Entwicklung entgegengestellt werden kann:

„So steht es um die Ästhetisierung der Politik, welche der Faschismus betreibt. Der Kommunismus antwortet ihm mit der Politisierung der Kunst.“

## Verwendete Begriffe
Walter Benjamin hat in dem Kunstwerk-Aufsatz eine Reihe von Begriffen eingeführt, herausgearbeitet oder zusammengestellt, deren Verwendung im Kontext mindestens ungewöhnlich waren oder aber von ihm neu definiert wurden. Sie unterliegen dabei teilweise einem schwer greifbaren, „diffizilen Bedeutungswandel“, für manche ist ihre Deutung und ihr Zusammenhang bis heute umstritten.

### Apperzeption
Der Begriff „Apperzeption“ bezeichnet bei Benjamin „die Aneignung eines Gegenstands durch das Zusammenspiel von sinnlicher und geistiger Wahrnehmung.“ Ebenso benutzt er die Wörter „Wahrnehmung“ und teilweise auch „Rezeption“ in diesem Kontext. Er macht keinen grundsätzlichen Unterschied zwischen der Wahrnehmung von Gegenständen in der Natur und der Rezeption von Kunstwerken, auch wenn letztere im Vordergrund steht. Doch trennt er zwischen der Rezeption von „echter“ und „reproduzierter“ Kunst sowie zwischen „taktiler“ und „optischer“ Rezeption, also Aneignung durch Gebrauch oder durch Wahrnehmung.

### Aura

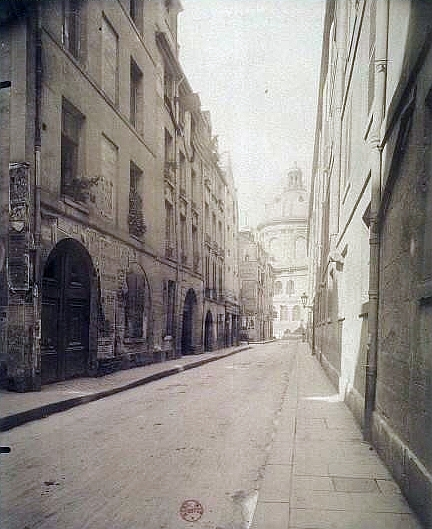
Parisphotographie von Eugène Atget: Die Zertrümmerung der Aura – Beweisstück im historischen Prozess

Der von Benjamin geprägte Begriff der „Aura“ stammte aus der griechischen Mythologie und war Ende des 19. Jahrhunderts bereits von Anhängern der esoterischen Bewegung aufgegriffen worden. Sie beschrieben damit einen Energiekörper, dessen Ausstrahlung Menschen lichtkranzartig umgibt. Benjamin verwandte den Begriff in seinen Schriften zum ersten Mal 1930 in den Erfahrungsprotokollen zum Haschischgebrauch, in denen er sich mit den Mitteilungen über das Wesen der Aura deutlich und polemisch gegen die Theosophen abgrenzte. Im Laufe seines Werkes entwickelte er weitergehende Definitionen des Begriffs und wandte ihn insbesondere auf Gegenstände der Natur und der Kunst an. Bereits in dem 1931 veröffentlichten Aufsatz Kleine Geschichte der Photographie beschrieb er ihn als Phänomen, das noch in der Daguerreotypie und frühen Porträtfotografie zu finden ist: Die Aura ist ein „sonderbares Gespinst aus Raum und Zeit: einmalige Erscheinung einer Ferne, so nah sie sein mag“. Die Befreiung von der Aura, zum Beispiel in den Vorläufer der surrealistischen Fotografie von Eugène Atget erkennbar, bedeutet zugleich die Säkularisierung des Kunstwerks und begründet seine politische Brisanz: „Die Zertrümmerung der Aura ist die Signatur einer Wahrnehmung, deren Sinn für alles Gleichartige auf der Welt so gewachsen ist, daß sie es mittels der Reproduktion auch dem Einmaligen abgewinnt.“
Im Kunstwerk-Aufsatz nimmt die Aura eine zentrale Stellung ein. Anhand ihrer Zerstörung und ihres Verlustes zeigt Benjamin die gesellschaftliche Bedeutung auf, die die technische Entwicklung der Medien hat. Die Aura, in der Natur wie in der Kunst, ist geprägt durch ihr Hier und Jetzt sowie durch die Kennzeichen „Unnahbarkeit“, „Echtheit“ und „Einmaligkeit“ der wahrgenommenen Gegenstände. Es ist die Aura, die die Werke zu historischen Zeugen macht und ihnen Autorität verleiht. Wörtlich wird sie, ebenso wie im Photographieaufsatz, als „einmalige Erscheinung einer Ferne, so nah sie sein mag“, definiert. Mit der Reproduzierbarkeit hebt sich sowohl die Einmaligkeit auf, als auch deren Ferne, ein Kunstwerk wird zu jeder Zeit an jedem Ort betrachtbar und besitzbar. Damit verliert es seine historische Zeugenschaft und letztlich seine Autorität. Die Aura des Kunstwerks zerfällt zugunsten des Anliegens der Massen, sich mit der Aufnahme der Reproduktion die Dinge näherzubringen.
In dem Aufsatz Über einige Motive bei Baudelaire aus dem Jahr 1939 beschreibt Benjamin den Begriff um ein weiteres als soziale Erfahrung, die Aura entsteht durch die Fähigkeit des Menschen, Naturerscheinungen und Kunstwerke in der Betrachtung lebendig werden zu lassen, ihnen einen Blick zu verleihen, den sie selbst nicht haben: „Dem Blick wohnt aber die Erwartung inne, von dem erwidert zu werden, dem er sich schenkt. […] Die Aura einer Erscheinung erfahren, heißt sie mit dem Vermögen belehnen, den Blick aufzuschlagen.“ Mit einer Notiz im unvollendeten Passagen-Werk, an dem Benjamin von 1927 bis zu seinem Tod arbeitete, stellt er die Begriffe Aura und Spur gegeneinander: „Die Spur ist Erscheinung einer Nähe, so fern das sein mag, was sie hinterließ. Die Aura ist Erscheinung einer Ferne, so nah das sein mag, was sie hervorruft. In der Spur werden wir der Sache habhaft; in der Aura bemächtigt sie sich unser.“

### Ästhetisierung der Politik
Mit dem Ausdruck der „Ästhetisierung der Politik“ beschreibt Benjamin die politische Manifestation des Faschismus mit ihren auf Effekte setzenden Inszenierungen durch öffentliche Reden, Aufmärsche, Sportveranstaltungen und Wochenschauen. Rituelle Formen der Darstellung dienen der suggestiven und ideologischen Einflussnahme. Dem Begriff entgegen stellt er die „Politisierung der Ästhetik“ bzw. die „Politisierung der Kunst“.

### Chockwirkung

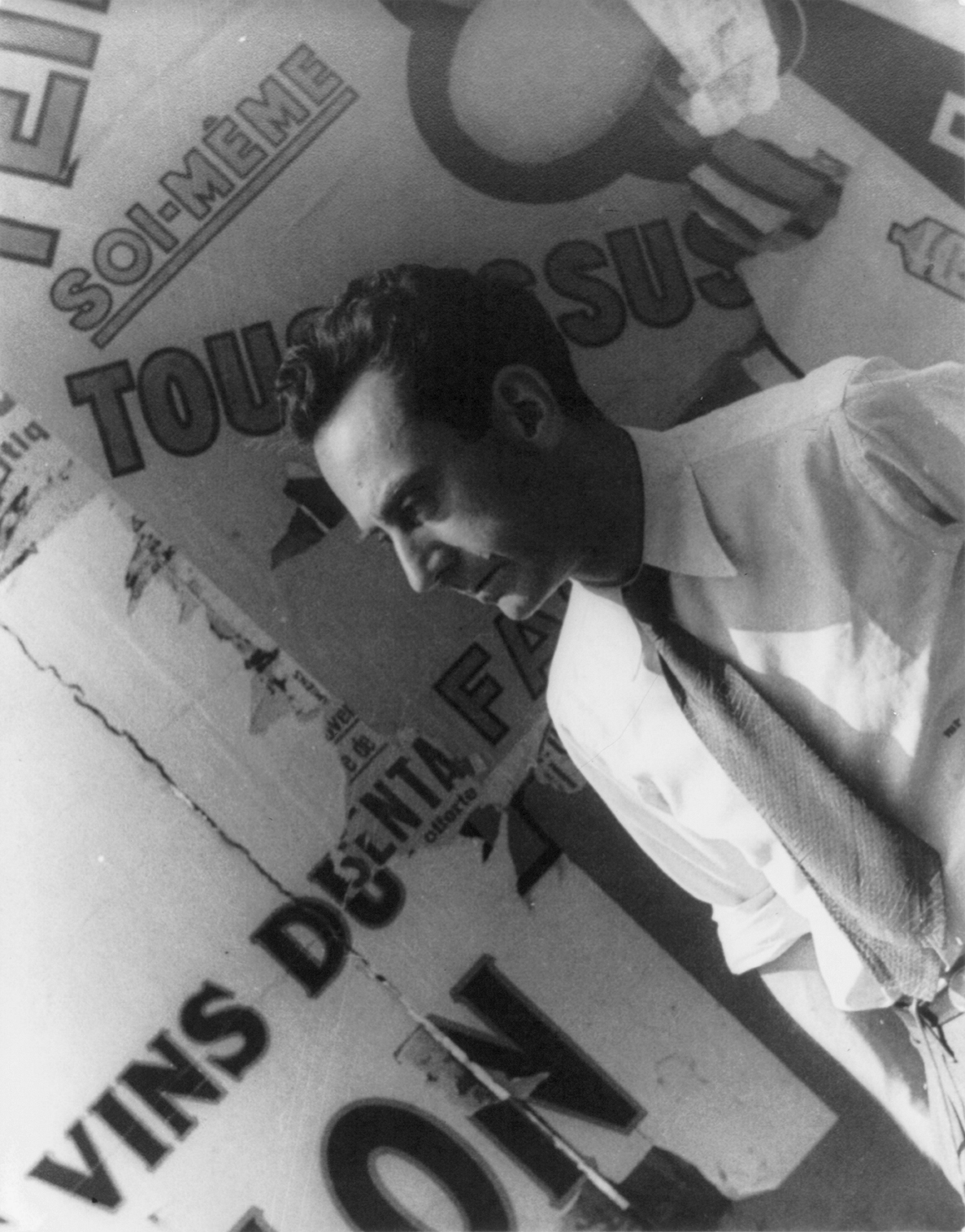
Chockwirkung des Dadaismus: das Kunstwerk als Mittelpunkt eines Skandals. (hier: Man Ray 1934)

Benjamin benutzt die Begriffe „Chock“ und „Chockwirkung“ für den Gebrauchscharakter in der Kunst, Effekte, die er sowohl im Film als auch im Dadaismus sieht. Chock entsteht zum Beispiel durch einen bestimmten Schnitt filmischer Bilder, aber auch in der Lautpoesie. Er findet eine Entsprechung in den beschleunigten Handlungs- und Wahrnehmungsformen in der Moderne, zum Beispiel in der Technik, im Verkehr oder in der Fließbandarbeit. Auch der Begriff des Chock wurde von Benjamin bereits in dem Photographieaufsatz eingeführt: Mit dem Chock werden die tradierten Wahrnehmungsmuster und Assoziationsmechanismen außer Kraft gesetzt, der Chock befördert die Zertrümmerung der Aura. „Der Versenkung, die in der Entartung des Bürgertums eine Schule asozialen Verhaltens wurde, tritt die Ablenkung als Spielart sozialen Verhaltens gegenüber.“

### Kulturerbe
Der Begriff „Kulturerbe“ wird bei Benjamin, wie auch von anderen deutschen Intellektuellen und Künstlern in den 1930er und 1940er Jahren, als Bezeichnung für die Aneignung der kulturellen Überlieferung in der Gegenwart verwendet. Damit sollte die Tradition der europäischen Aufklärung entgegen ihrer „Verunglimpfung durch die Nationalsozialisten“ betont werden. Er hat damit im Aufsatz eine etwas andere Bedeutung als der heute gebräuchliche Begriff vom Kulturerbe, der ein schützenswertes Kulturgut bezeichnet.

### Medium
Benjamin definiert den Begriff des „Mediums“ bereits in seiner Sprachschrift von 1916 als „die Unmittelbarkeit aller geistigen Mitteilung“. Er bezieht sich damit auf Hegels Ästhetik und geht von einem theologischen Grundverständnis sowie einem sakralen Erbe der Begrifflichkeit aus. Doch hinterfragt er „die Art und Weise, in der die menschliche Sinneswahrnehmung sich organisiert“, denn sie „ist nicht nur natürlich sondern auch geschichtlich bedingt“. Die Bedeutung des Kunstwerkaufsatzes wird darin gesehen, dass ein Bruch mit dem theologischen Erbe zugunsten des historischen Materialismus stattfindet: „Wahrnehmung findet grundsätzlich in einem Medium statt, in einem Milieu, in dem sich natürliche, soziale, historische und apparative Tatsachen zu einem historischen Apriori konstellieren.“

### Optisch-Unbewusstes
Das „Optisch-Unbewusste“ ist ein von Benjamin geprägter Begriff. Er beschreibt damit die neuen Formen des Sehens und Erfahrens, die durch die technischen Möglichkeiten der Kamera entstehen, wie zum Beispiel durch Großaufnahme oder Zeitlupe:

„Unsere Kneipen und Großstadtstraßen, unsere Büros und möblierten Zimmer, unsere Bahnhöfe und Fabriken schienen uns hoffnungslos einzuschließen. Da kam der Film und hat diese Kerkerwelt mit dem Dynamit der Zehntelsekunden gesprengt, so daß wir nun zwischen ihren weitverstreuten Trümmern gelassen abenteuerliche Reisen unternehmen. Unter der Großaufnahme dehnt sich der Raum, unter der Zeitlupe die Bewegung.“

Erst die Kamera zeigt uns das „Optisch-Unbewusste“, so wie die Psychoanalyse das Triebhaft-Unbewusste erfahrbar machte.

## Entstehung
In Das Kunstwerk im Zeitalter seiner technischen Reproduzierbarkeit bündelte Walter Benjamin über Jahre gesammelte Einsichten und Überlegungen zum Wandel der Kunst- und Erfahrungsformen unter dem Einfluss der Medien. Obwohl nur vierzig Druckseiten umfassend, enthält der Aufsatz historische und ästhetische Darstellungen, die nachhaltig die Grundlagen der heutigen Medienwissenschaft beeinflussten.

### Historischer Hintergrund

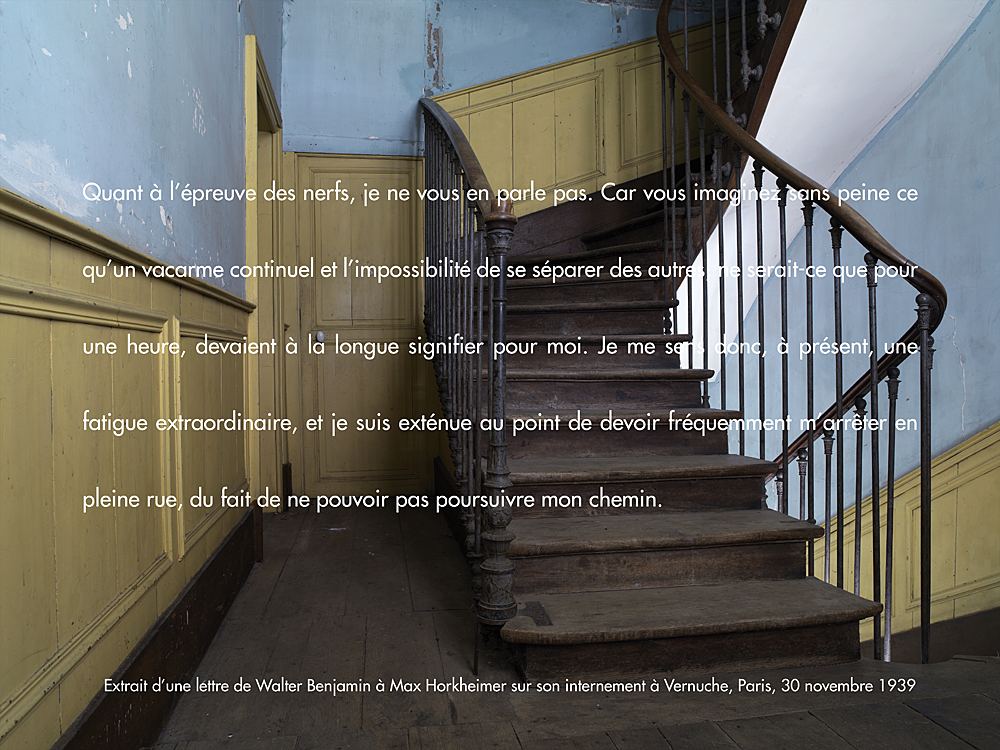
Wachsende Isolation: Treppe im Chateau de Vernuche (Über die Exiljahre des Philosophen Walter Benjamin – Gisinger / Raoux 2008)

Der Aufsatz entstand 1935, in einer Zeit, in der sich der Nationalsozialismus im Deutschen Reich konsolidierte. Der totalitäre Staat bediente sich dabei, unter umfassender Bestätigung aller Schichten der Bevölkerung, des Ausdrucks der Massen und betrieb zum Beispiel mit dem Führerkult eine bewusste „Ästhetisierung der Politik“, wie Benjamin es nannte. Zugleich bildeten sich in Frankreich und in Spanien Bewegungen der Volksfront, um die Demokratie zu retten und gegen den Faschismus Widerstand zu leisten. Die Sowjetunion hingegen stand am Vorabend der „Säuberungen“ unter Stalin. So entstand in dieser Zeit auch ein geschärfter ideologischer Kampf in Kunst und Kultur, der sich in zahlreichen Schriften ausdrückte, zum Beispiel durch Siegfried Kracauer, László Moholy-Nagy oder Rudolf Arnheim. Aus dem Gefühl wachsender Isolation in seinem Pariser Exil bezeichnete Benjamin in seinen 1940 entstandenen Thesen zur Geschichte die Lage als einen „Augenblick, da die Politiker, auf die die Gegner des Faschismus gehofft hatten, am Boden liegen und ihre Niederlage mit dem Verrat an der eigenen Sache bekräftigen“.

### Werkzusammenhang
Innerhalb Benjamins Schriften steht die Arbeit in Kontinuität um den Begriff des Mediums, den Benjamin bereits in frühen Arbeiten verwendet. So geht er in seinem 1916 verfassten Aufsatz Über die Sprache überhaupt und über die Sprache des Menschen davon aus, dass Sprache nicht auf die Äußerungen von Menschen begrenzt ist, sondern auch Gegenstände eine Aussage haben. Der Gedanke findet sich 1920 in seiner Dissertationsschrift Der Begriff der Kunstkritik in der deutschen Romantik wieder, wenn er beschreibt, dass auch die Erkenntnis und Vermittlung von Kunst an Medien gebunden ist. In dem Werk Einbahnstraße aus dem Jahr 1928 setzt Benjamin sich, neben Überlegungen zur Medialität von Sprache und Literatur, mit der Entwicklung von Photographie und Film auseinander. Die visuellen Massenmedien, Zeitung, Rundfunk und Film, ihr Einfluss auf die Kunst und die sich verändernde Öffentlichkeit wurden Mitte der 1920er Jahre, neben seinen Überlegungen zur Autorschaft und öffentlichen Wirkung von Texten, Schwerpunktthema Benjamins. Mit seiner Veröffentlichung Kleine Geschichte der Photographie zog er bereits 1930 ein historisches Resümee.
Auch neben und nach Abschluss der letzten Fassung des Kunstwerkaufsatzes 1939 beschäftigte sich Benjamin weiterhin mit den Fragen nach der Bedeutung der Reproduzierbarkeit. So enthält sein Aufsatz über Eduard Fuchs (Eduard Fuchs, der Sammler und der Historiker) von 1937 eine historische Theorie der Rezeption. In Über einige Motive von Baudelaire aus dem Jahr 1939 hinterfragt er das Verhältnis von „Chock“ und Erfahrungsbildung.

### Redaktionsgeschichte
Benjamin hat den Aufsatz mehrfach umgearbeitet, so dass verschiedene Fassungen vorhanden sind. In den zwischen 1972 und 1989 herausgegebenen Gesammelten Schriften Benjamins sind vier verschiedene Versionen enthalten. Die erste basiert auf dem vermutlich im Dezember 1935 abgeschlossenen handschriftlichen Skript und wurde 1972 im Band I veröffentlicht. Eine erweiterte, zweite Fassung wurde in den 1970er Jahren und als Nachtrag im Band VII abgedruckt. Die 1936 in der Zeitschrift für Sozialforschung des Frankfurter Instituts unter dem Titel L’œuvre d’art à l’époque de sa reproduction mécanisée erschienene Übersetzung von Pierre Klossowski, ebenfalls in Band I enthalten, unterlag zahlreichen redaktionellen Eingriffen und Streichungen, die Benjamin nicht akzeptierte. Er nahm zwischen 1936 und 1939 weitere Überarbeitungen vor, deren Ergebnis als dritte und letzte autorisierte Fassung gilt. Diese wurde erstmals 1955 in dem zweibändigen Sammelwerk Schriften veröffentlicht, 1963 als eigenständige Schrift in Drei Studien zur Kunstsoziologie und 1972 im Band I der Gesammelten Schriften herausgegeben.

#### Erste deutsche Fassungen
Benjamin plante zunächst, den Aufsatz in der seit 1931 bestehenden Moskauer Zeitschrift Internationale Literatur – Deutsche Blätter (IL) zu veröffentlichen. Ende 1935 sandte er das Manuskript an den in Moskau lebenden Regisseur und Theaterkritiker Bernhard Reich, den Ehemann der mit Benjamin befreundeten Schauspielerin Asja Lacis. Er erhoffte sich dessen Vermittlung der Publikation in der IL, doch Reich lehnte dies mit einer ausführlichen Begründung ab. So schrieb er in einem Brief vom 19. Februar 1936: „Ihre Verfahrensweise ist meiner so fremd, daß es mir nicht möglich ist, Sie auf Fehler hinzuweisen, welche, wie ich glaube, Sie begangen haben.“ Die Typoskripte dieser ersten Version sind verloren gegangen, doch hat sich eine handschriftliche Vorlage erhalten, die als Erste Fassung in den Gesammelten Schriften abgedruckt wurde.
Im Juli 1936 versuchte Benjamin den Aufsatz in der, ebenfalls in Moskau erscheinenden, Exilzeitschrift Das Wort unterzubringen und hoffte dabei auf die Vermittlung von Bertolt Brecht und Margarete Steffin. Doch auch diese Hoffnung zerschlug sich 1937, als Willi Bredel als leitender Redakteur eine Absage schickte, „da ich es, obgleich ich es sehr interessant finde, des großen Umfangs wegen nur in Fortsetzungen bringen koennte.“ Allerdings ist davon auszugehen, dass nicht die Länge des Textes der Grund der Ablehnung war, sondern die darin enthaltenen Thesen auf Ressentiments stießen, „aber auch die Moskauer Prozesse taten ihr übriges, die Publikation zu verhindern.“

#### Die französische Druckfassung
Benjamin bestritt seinen Unterhalt im Pariser Exil hauptsächlich mit Arbeiten für das nach New York verlegte und unter der Leitung von Max Horkheimer stehende Frankfurter Institut für Sozialforschung. Die finanzielle Abhängigkeit vom Institut machte Zugeständnisse und die mehrmalige Überarbeitung der Schrift notwendig.
Eine Reihe erhaltener Dokumente belegen die zum Teil angespannte Redaktion und Herausgabe durch das Institut, dem Benjamin den Aufsatz im Oktober 1935 zur Veröffentlichung anbot. Bereits mit der Übersetzung durch Pierre Klossowski wurden Änderungen vorgenommen, Horkheimer setzte zudem drastische Kürzungen durch. So schreibt Hans Klaus Brill, Horkheimers Sekretär im Pariser Büro, an diesen im Februar 1936: „Das Ganze war eine Schwerstgeburt. Klossowski hat sich bei der Besprechung mit Ihnen und bei Festlegung des Ablieferungstermins offenbar weder von der Schwierigkeit des Textes noch von den Schwierigkeiten, die sich aus der Zusammenarbeit mit Dr. B[enjamin] ergaben, die geringste Vorstellung gemacht. […] Sie ist nun fertig, und ich habe gestern Abend noch einige Streichungen vorgenommen […] Ich nehme an, daß Herr B[enjamin] über meine Striche recht ungehalten sein wird“.
Zu diesem Vorgang schrieb Benjamin an Horkheimer: „Die ersten Kapitel, die Klossowski ohne Vorbesprechung mit mir übersetzt hatte, enthielten zahlreiche Mißverständnisse und Entstellungen.“ Während sich aber die Zusammenarbeit mit Pierre Klossowski im Verlauf fruchtbar gestaltete, führte die Zusammenarbeit mit Brill zum Streit, denn es „stellte sich heraus, daß Brill unmittelbar nach der gemeinsam erfolgten Durchsicht und an Stellen, die Gegenstand dieser Durchsicht gewesen waren, in der Druckvorlage hinter meinem Rücken Streichungen vorgenommen hat.“ So etwa habe „die vollständige Streichung des ersten Kapitels … die gesamte Arbeit um ihre Ausrichtung gebracht“.
In einem Brief vom 18. März 1936 klärte Horkheimer den entstandenen Streit um das erste Kapitel, das dem Vorwort der späteren Ausgaben entspricht, zu Ungunsten Benjamins. Als Leiter des Instituts entschied er mit Verweis auf die ökonomisch-politische Lage: „Wir müssen alles tun, was in unseren Kräften steht, um die Zeitschrift als wissenschaftliches Organ davor zu bewahren, in politische Pressediskussionen hineingezogen zu werden.“ Konkret ging es darum, sich in den USA nicht dem Vorwurf auszusetzen, kommunistisch zu sein. Entsprechend sei das Vorgehen Brills „eher etwas zu genau … als zu leichtfertig“ gewesen. Für Horkheimer war gerade die hohe Bedeutung der Schrift der Grund, ihr ihre politische Ausrichtung zu nehmen: „Ich hielt und halte Ihren Aufsatz für eine grundsätzliche Äußerung … Gerade bei so exponierten Äußerungen müssen wir uns jedoch aus den angedeuteten Motiven das Recht zu Änderungen vorbehalten. … Nach wiederholter Rücksprache mit allen hiesigen Mitarbeitern sind wir zu der Überzeugung gelangt, daß dieser Abschnitt nicht erscheinen kann.“
Dem Brief lag eine Liste mit den vorgenommenen Änderungen bei. Demnach wurde das Vorwort, genannt als Kapitel 1, vollständig gestrichen, im Nachwort die Begriffe „Faschismus“ durch L’état totalitaire („der totalitäre Staat“) und „Kommunismus“ durch les forces constructives de l’humanité („die konstruktiven Kräfte der Menschheit“) ersetzt sowie sechs Anmerkungen herausgenommen.

#### Weitere Fassungen
Während der Auseinandersetzungen um die Redaktion für die Zeitschrift für Sozialforschung fand auch zwischen Benjamin und Theodor Adorno, als Mitarbeiter des Instituts für Sozialforschung, ein Briefwechsel statt. So war bekannt, dass Benjamin nach dem 7. Februar 1936 die Vorlage für die französische Übersetzung, mit zahlreichen eigenen Änderungen und Erweiterungen versehen, nach New York sandte. Dieser Text galt lange Jahre als verschollen, doch wurde nach dem Tod Horkheimers 1973 ein Exemplar in dessen Nachlass gefunden. Er wurde 1989 im Band VII der Gesammelten Schriften veröffentlicht.
Im Laufe des Jahres 1938 überarbeitete Benjamin den Aufsatz ein weiteres Mal. Er machte die meisten Streichungen der französischen Druckfassung rückgängig und nahm umfangreiche Neuformulierungen vor. Dass auch die französische Übersetzung zur Weiterführung des Textes führte, zeigt die Übernahme einiger der redaktionellen Überarbeitungen. Der Endfassung fügte er eine große Anzahl neuer Anmerkungen hinzu sowie das Motto von Valéry, außerdem nahm er eine Umstrukturierung vor, das ehemalige Kapitel I wurde zum Vorwort, das letzte Kapitel zum Nachwort. Insgesamt konzentriert sich die letzte Fassung stärker auf die Auseinandersetzungen der Kunst- und Filmtheorien.
Im April 1939 sandte er das Manuskript nach New York an Gretel Adorno, die mehrfach angeboten hatte, die Abschrift zu fertigen. Diese letzte autorisierte Fassung wurde erstmals 1955 in dem zweibändigen Sammelwerk Schriften veröffentlicht, 1963 als eigenständige Schrift, neben den Aufsätzen Kleine Geschichte der Photographie und Eduard Fuchs, der Sammler und der Historiker, in Drei Studien zur Kunstsoziologie und 1972 im Band I der Gesammelten Schriften herausgegeben. Veröffentlichungen, Besprechungen und Rezeptionen nehmen in der Regel auf diese Fassung Bezug.

## Kultur- und medientheoretischer Kontext
Das Kunstwerk im Zeitalter seiner technischen Reproduzierbarkeit verbindet in kompakter Form vier Themen miteinander: in den ersten Kapiteln wird die Geschichte der Reproduktion in den Künsten dargestellt und sodann die Unterschiede zwischen traditionellen Kunstwerken und Werken der Moderne erläutert. Der Einfluss von Photographie und Film auf die gesellschaftliche Wahrnehmung wird im Mittelteil behandelt, abgeschlossen wird das Essay mit Betrachtungen zur Vereinnahmung der Kunst durch den Faschismus.
Benjamin bezog in diesem Aufsatz zahlreiche Gedankengänge und eigene Arbeiten seit den 1920er Jahren sowie zeitgenössische Schriften verschiedener Autoren, Film- und Kunstbeispiele ein. Durch die Zitate und Paradigmen enthält der Text in sich selbst eine Art Collage, ein „taktiles Element“, wie es im Aufsatz beschrieben ist. Im Folgenden werden kurz die Hintergründe einzelner Darstellungen aufgeführt.

### Reproduktionstechniken
Zur Zeit der Entstehung des Kunstwerkaufsatzes 1935 hatte die Reproduzierbarkeit, sowohl in der Drucktechnik, in der Filmgeschichte als auch in der musikalischen Vervielfältigungstechnik, innerhalb von dreißig Jahren jeweils eine rasante Entwicklung genommen, deren Ende nicht absehbar war. Mit der Erfindung der Heliogravüre Ende des 19. Jahrhunderts und mehr noch mit der Entwicklung des Offsetdrucks Anfang des 20. Jahrhunderts wurde es technisch möglich, Photographien im Druckverfahren zu vervielfältigen. Daraus entstand eine andersartige Zeitungskultur, insbesondere die illustrierten Zeitschriften etablierten sich zum einen als Unterhaltungsmedium, brachte aber auch bebilderte anspruchsvolle und wissenschaftliche Publikationen mit sich. Die Neuerungen in der Fototechnik, wie kompakte und schnell bewegliche Kleinbildkameras, führten im Fotojournalismus zu Umbrüchen und einem enormen Aufschwung der Zeitungsbranche.
Neben dem Bildjournalismus wuchs der künstlerische Anspruch an die Photographie, die sich bereits im 19. Jahrhundert neben der Malerei als eigenständige Kunstform durchgesetzt hatte. Sie blieb nicht beschränkt auf Abbildung der Wirklichkeit, seit Anfang der 1920er Jahre fand die experimentelle Photographie große Beachtung, so die Fotogramme und die Fotomontagen. 1925 brachte László Moholy-Nagy in der Reihe der Bauhausbücher als erste Publikation zu den neuen Medien den Band Malerei. Fotografie. Film heraus, der zum Standardwerk wurde. Weitere Fotobücher folgten und erfreuten sich wachsender Beliebtheit.
Die Reproduktionstechnik in der Musik nahm ihren Anfang mit der Erfindung des Grammophons 1887, der Möglichkeit der Aufzeichnung und Wiedergabe von Tönen, und der Schallplattenproduktion ab 1892. Die Einführung eines gleichmäßigen Antriebs über Elektromotoren, die elektrische Tonabnahme und die Versorgung der Haushalte mit Strom spätestens im Laufe der 1920er Jahre, brachten den Musikliebhabern der 1930er Jahre in eine fundamental andere Situation, als die, „in die sich der Musikhörer im neunzehnten Jahrhundert begeben mußte“.
In dem Kunstwerkaufsatz gilt Benjamins Hauptinteresse der Entwicklung des Films. Er beschreibt aus den Anfängen die Arbeit des Filmoperateurs am Ende des 19. Jahrhunderts und die Aufzeichnung bewegter Bilder, die in Kinetoskopen wieder gegeben werden konnten. Mit der Verbreitung des Tonfilms entwickelte sich dieses Medium binnen weniger Jahre sowohl zu wirtschaftlicher als auch zu kultureller Größe: Ab 1911 wurden Spielfilme produziert und in festen Spielstätten vorgeführt. Bereits 1914 gab es in Deutschland etwa 2500 Kinos, 1925 waren es 4000, darunter auch einige Großkinos mit mehr als 1000 Zuschauerplätzen. Zwischen der Premiere des ersten abendfüllenden Tonfilms in Spielfilmqualität 1927 in den USA und der weltweiten Ablösung des Stummfilms lagen knapp zehn Jahre. Als Benjamin 1935 seinen Aufsatz schrieb, war dieser Umbruch bereits weit fortgeschritten.

### Einbezogene Kunstwerke
Mit einer Vielzahl von beispielhaft angeführten Künstlern, Werken der Bildenden Kunst, der Literatur sowie Stumm- und Tonfilmen hat Benjamin im laufenden Text und in Fußnoten dem Aufsatz eine empirische Basis gegeben. Die Entwicklung der reproduzierten Musik hingegen ist nicht berücksichtigt worden, auch wenn die Thesen für die Rezeption von Musik in der Moderne und Postmoderne ebenfalls von Bedeutung sind. Eine Andeutung zur Bedeutung der Reproduzierbarkeit von Musik findet sich in einem eingefügten Zitat von Leonardo da Vinci zur Synthese von Kunst und Wissenschaft:

„Die Malerei ist der Musik deswegen überlegen, weil sie nicht sterben muß, sobald sie ins Leben gerufen ist, wie das der Fall der unglücklichen Musik ist … Die Musik, die sich verflüchtigt, sobald sie entstanden ist, steht der Malerei nach, die mit dem Gebrauch des Firnis ewig geworden ist.“

#### Regisseure und Filme
Benjamin führt zahlreiche Filme als Beispiele an, zeigt damit einen kurzen Abriss der Entwicklung des Films, untermauert so seine Thesen und illustriert die Fragen, ob der Film eine Kunst sei und welche Wirkung der Film auf das Publikum oder die Masse haben kann. Nach der ersten Fassung und für die französische Druckfassung wurden einige der angeführten Filmtitel gestrichen und teilweise in späteren Versionen nicht wieder aufgenommen. In der folgenden Tabelle werden alle in den verschiedenen Fassungen des Essays erwähnten Filme mit dem jeweiligen Stellenverweis genannt.
| Film | Regisseur                            | Anmerkung | Abbildung |
| --- | ------------------------------------ | --- | --------- |
| Faust – eine deutsche Volkssage Deutschland, 1926                                                               | Friedrich Wilhelm Murnau (1888–1931) | Erwähnung in Kapitel II, Anmerkung 4: Beispiel bei der Erläuterung der Aura, die Faust-Verfilmung im Verhältnis zu der Weimarer Uraufführung |           |
| Ben Hur USA, 1925                                                                                               | Fred Niblo (1874–1948)               | Erwähnung nur in der ersten Fassung, Kapitel III: Beispiel für den Historienfilm |           |
| Cleopatra USA, 1928                                                                                             | Roy William Neill (1897–1946)        | Erwähnung nur in der ersten Fassung, Kapitel III: Beispiel für den Historienfilm |           |
| Cleopatra USA, 1934                                                                                             | Cecil B. DeMille (1881–1959)         | Erwähnung nur in der ersten Fassung, Kapitel III: Beispiel für den Historienfilm |           |
| Fridericus Deutschland, 1936                                                                                    | Johannes Meyer (1888–1976)           | Erwähnung nur in der ersten Fassung, Kapitel III: Beispiel für den Historienfilm |           |
| Napoléon Frankreich, 1927                                                                                       | Abel Gance (1889–1981)               | Erwähnung des Films nur in der ersten Fassung, Kapitel III: Beispiel für den Historienfilm. In allen Fassungen wird zudem mehrfach aus Abel Gance' Aufsatz Le temps de l’image est venu (1927) zitiert.                                                                           |           |
| L’Opinion publique (orig. A woman in Paris; dt. Eine Frau in Paris oder Die Nächte einer schönen Frau) USA 1923 | Charles Chaplin (1889–1977)          | Erwähnung in Kapitel VII: Betrachtungen zu der Frage, ob Film eine Kunst sei |           |
| La ruée vers l’or (orig. Goldrush; dt. Goldrausch) USA, 1925                                                    | Charles Chaplin (1889–1977)          | Erwähnung in Kapitel VII: Betrachtungen zu der Frage, ob Film eine Kunst sei |           |
| Ein Sommernachtstraum USA, 1935                                                                                 | Max Reinhardt (1873–1943)            | Erwähnung in Kapitel VII: Betrachtungen zu der Frage, ob Film eine Kunst sei sowie zu der Mythisierung von Filmen. Dazu herangezogen ist ein Zitat aus einer Filmkritik Franz Werfels zu diesem Film, der die Möglichkeit der Schaffung des Übernatürlichen durch den Film sieht. |           |
| La Passion de Jeanne d’Arc Frankreich, 1928                                                                     | Carl Theodor Dreyer (1889–1968)      | Erwähnung in Anmerkung 19, Kapitel IX: Beispiel im Vergleich der Schauspieler auf der Bühne und im Film |           |
| Drei Lieder über Lenin (orig. Tri pesni o Lenine) UdSSR, 1934                                                   | Dziga Vertov (1896–1954)             | Erwähnung in Kapitel X: Filmrezeption durch das Publikum |           |
| Misère auf Borinage (orig. Borinage; Dokumentarfilm über den Bergarbeiterstreik in Borinage) Belgien, 1934      | Joris Ivens (1898–1989)              | Erwähnung in Kapitel X: Filmrezeption durch das Publikum |           |
| Der Idiot Deutschland, 1919                                                                                     | Heinz Hanus (1882–1972)              | Erwähnung nur in der ersten Fassung, Kapitel XI: Entwicklung des Films, Rolle des Darstellers |           |
| Mickey Mouse USA, 1928–1935                                                                                     | Walt Disney (1901–1966)              | Erwähnung nur in der ersten Fassung, Kapitel XVI: Gedanken zum Verhältnis des Optisch-Unbewussten zum Triebhaft-Unbewussten |           |

#### Künstler und Gemälde
Als konkrete Beispiele der Bildenden Kunst sind im ersten Teil des Aufsatzes drei allgemein bekannte Gemälde Alter Meister angeführt und rezipiert. Weitere Vergleiche aus dem Bereich der Moderne sind allgemeiner gehalten und beziehen sich nicht auf bestimmte Werke der benannten Künstler.
| Werk                                    | Künstler                       | Anmerkung | Abbildung |
| --------------------------------------- | ------------------------------ | --- | --------- |
| Mona Lisa Gemälde, 1503–1505            | Leonardo da Vinci (1452–1519)  | Erwähnung in Kapitel II, Anmerkung 2: zur Geschichtlichkeit von Kunstwerken. Weitere Erwähnungen Leonardos als Theoretiker finden sich in den Kapiteln XII, Anmerkung 23 (hier wird er, wie oben angegeben, zur Musik zitiert), und XIII, Anmerkung 24, mit seiner Synthese von Kunst und Wissenschaft in einer Darstellung Valérys. |           |
| Die Anatomie des Dr. Tulp Gemälde, 1632 | Rembrandt van Rijn (1606–1669) | Erwähnung in Kapitel IV, Anmerkung 6: als Beispiel für das „leidenschaftliche Anliegen sich die Dinge räumlich und menschlich näherzubringen“. |           |
| Sixtinische Madonna Gemälde, 1512/13    | Raffael (1483–1520)            | Erwähnung in Anmerkung 11, Kapitel V: Beispiel für die Bedeutung der Begriffe Ausstellungswert und Kultwert |           |
|                                         | Pablo Picasso (1881–1973)      | Erwähnung in Kapitel XII: kontrastierendes Beispiel für „das Verhältnis der Masse zur Kunst“, hier ein Gemälde von Picasso im Gegensatz zu einem Film von Chaplin. |           |
|                                         | Hans Arp (1886–1966)           | Erwähnung in Kapitel XIV: zur Chockwirkung des Dadaismus, ein Bild von Hans Arp als Gegenpart zu einem Bild von André Derain. |           |
|                                         | André Derain (1880–1954)       | Erwähnung in Kapitel XIV: s. oben. |           |

#### Schriftsteller und Prosa
Zudem sind einige Werke aus der Literatur, Lyrik und Prosa, eingearbeitet, teilweise mit Zitaten, die die Gedankengänge untermalen oder Thesen bestätigen. Einige der aufgeführten Begriffe sind Metaphern, ihr Zusammenhang ergibt sich teilweise aus dem Gesamtzusammenhang von Benjamins Werk.
| Werk | Autor                          | Anmerkung | Abbildung |
| --- | ------------------------------ | --- | --------- |
| Spaziergang Gedicht, 1925                                                                                      | Rainer Maria Rilke (1875–1926) | Hintergrund im Kapitel III: Das Beispiel für den Begriff der Aura – „An einem Sommernachmittag ruhend einem Gebirgszug am Horizont oder einem Zweig folgen…“ – geht auf Rilkes Gedicht Spaziergang zurück. Erwähnung in Kapitel XIV: zur Chockwirkung des Dadaismus (s. unten).                                                                              |           |
| Un Coup de dés (dt. Würfelbecher) Gedicht, 1897                                                                | Stéphane Mallarmé (1842–1898)  | Beispiel im Kapitel IV: In der Dichtung habe Mallarmé als erster den Standpunkt des l’art pour l’art verwirklicht: in seinem Gedicht Un coup de dés wird das Schriftbild zum Bedeutungsträger. |           |
| Die Aufzeichnungen des Kameramanns Serafion Gubbio (it. Si gira, dt. auch Kurbeln, frz. On tourne) Roman, 1915 | Luigi Pirandello (1867–1936)   | Erwähnung in Kapitel IX: als Beispiel für die „Umänderung des Darstellers durch die Testleistung“ der Kamera. Der von Benjamin als Es wird gefilmt erwähnte Roman (nach einem Essay in L’art cinématographique) erzählt von der Selbstentfremdung des Kameramanns gegenüber der Aufnahmetechnik.                                                             |           |
| Heinrich von Ofterdingen Romanfragment, 1802                                                                   | Novalis (1772–1801)            | Hintergrund in Kapitel XI: Die Metapher der blauen Blume ist das Symbol der Romantik und geht letztlich auf den Ofterdingen-Roman von Novalis zurück. Hintergrund ist ebenso ein Zitat von Benjamin selbst aus dem Jahr 1927: „Es träumt sich nicht mehr recht von der blauen Blume. Wer heute als Heinrich von Ofterdingen erwacht, muß verschlafen haben.“ |           |
| | August Stramm (1874–1915)      | Erwähnung in Kapitel XIV: zur Chockwirkung des Dadaismus, ein Gedicht von August Stramm als Gegenpart zu einem Gedicht von Rilke. |           |

### Einbezogene Schriften
Neben dem Bezug zu den philosophischen Klassikern Karl Marx und G.W.F. Hegel, setzt sich Benjamin mit einer Vielzahl zeitgenössischer Texte zur Kunst und Politik auseinander, die er im Text oder in den Fußnoten zitiert und kommentiert. Im Folgenden werden die wichtigsten Essays und Aufsätze mit Stellenverweis genannt.
| Werk                                                               | Autor                                         | Anmerkung | Abbildung |
| ------------------------------------------------------------------ | --------------------------------------------- | --- | --------- |
| La conquête de l’ubiquité Essay, 1928 (1934)                       | Paul Valéry (1871–1945)                       | Zitiert vor dem Vorwort: Aufsatz über die technische Verwertung der Kunst, insbesondere der Musik durch Grammophon und Radio |           |
| Der Dreigroschenprozess Essay, 1931                                | Bertolt Brecht (1898–1956)                    | Zitiert in Anmerkung 12, Kapitel III: zur Ausstellbarkeit des reproduzierten Kunstwerks, analoge Überlegungen bei Brecht, in der französischen Druckfassung war diese Anmerkung gestrichen. Weiteres Zitat aus dem Essay in Anmerkung 17, Kapitel X: über die Bedeutung des Publikums und die Betrachtung des Darstellers |           |
| Film als Kunst 1932                                                | Rudolf Arnheim (1904–2007)                    | Zitiert in Kapitel IX, sowie ausführliche Beschreibung in Anmerkung 19: zu Wirkung und Kunstformen des Films. |           |
| Filmregie und Filmmanuskript 1928                                  | Wsewolod Illarionowitsch Pudowkin (1893–1953) | Zitiert in Anmerkung 19, Kapitel IX: in der Weiterführung der Beschreibungen zu Arnheim, der Film als Kunstmittel materialistischer Darstellung. |           |
| Croisière d’hiver. Voyage en Amérique Centrale Essay, 1933         | Aldous Huxley (1894–1963)                     | Zitiert in Anmerkung 21, Kapitel X: als Gegenstandpunkt zur von Benjamin vertretenen These, dass literarische Befugnis zum Allgemeingut wird. |           |
| La technique et l’homme Essay, 1936                                | Luc Durtain (1881–1959)                       | Zitiert in Anmerkung 22, Kapitel XI: als Beispiel für das Eindringen des Kameramanns in das aufgenommene Bild. |           |
| Scènes de la vie future (dt. Spiegel der Zukunft, 1931) Essay 1930 | Georges Duhamel (1884–1966)                   | Zitiert in Kapitel XIV: mit einem Beispiel zu der These, dass der Film die eigenen Assoziationsabläufe des Betrachters verhindert. |           |
| Il Poema Africano Della Divisione „28 Ottobre“ Manifest, 1937      | Filippo Tommaso Marinetti (1876–1944)         | Zitiert im Nachwort: als Beispiel für die Ästhetisierung der Politik, hier des Krieges. Benjamin zitierte aus der italienischen Zeitung La Stampa, die einen Bericht Marinettis im Oktober 1935 veröffentlicht hatte, unmittelbar nach dem Einmarsch italienischer Truppen in Äthiopien.                                  |           |

## Rezeptionsgeschichte
Zu Lebzeiten Benjamins war die Aufnahme des Essays von deutlichen Gegensätzen bestimmt: während des Redaktionsprozesses zur französischen Druckfassung ist der Entwurf intensiver diskutiert worden als jede andere seiner Publikationen. Nach dem Erscheinen jedoch gab es zunächst kaum noch Reaktionen. Erst ab Ende der 1960er Jahre wurde die politische Dimension des Aufsatzes öffentlich diskutiert und in den 1980er Jahren seine medientheoretische Bedeutung herausgearbeitet und anerkannt.

### Rezeption zu Lebzeiten
Der im Exil isolierte Benjamin hatte an den Kunstwerkaufsatz die Hoffnung geknüpft, Beachtung von französischen Intellektuellen zu finden. Dieser Wunsch erfüllte sich nicht. Am 4. Juli 1936 schrieb er an Alfred Cohn: „Mein Versuch, die Arbeit unter den hiesigen emigrierten Schriftstellern zur Debatte zu stellen, war zu sorgfältig vorbereitet, um nicht einen reichen informatorischen Ertrag zu bringen. Dieser aber war nahezu sein einziger. Am interessantesten war das Bestreben der Parteimitglieder un[ter] den Schriftstellern, wenn schon nicht den Vortrag, so die Debatte meiner Arbeit zu hintertreiben.“
In dieser Aussage deutet sich ein weiteres Dilemma der Nichtbeachtung des Aufsatzes an. Benjamin hatte gehofft, eine Veröffentlichung in einer der in der Sowjetunion erscheinenden deutschsprachigen Exilzeitschriften zu erreichen, da er in den erkenntnistheoretischen Grundlagen seiner Arbeit auch einen Beitrag zur revolutionären Kulturpolitik sah. Doch zeichnete sich bereits die Absolutheit des Stalinismus ab, eine kritische Reflexion nicht zuzulassen. Dies veranlasste auch die kommunistischen Parteigenossen in Frankreich dazu, „ihren so wohl eingespielten belletristischen Betrieb“ durch Benjamin gefährdet zu sehen. „Im übrigen dürfen sie sich wohl mit einigem Recht solange in Sicherheit wiegen, als auch Moskau das A und O der Literaturpolitik in der Förderung linker Belletristik erblickt.“
Auch in den USA gab es für den, in französischer Sprache in einem ansonsten deutschsprachigen Organ der Exilliteratur, veröffentlichten Aufsatz kaum Leser. Allerdings bekundete der amerikanische Filmwissenschaftler und Regisseur Jay Leyda ab 1937 Interesse an einer englischen Übersetzung, doch kam es weder zu einer Zusammenarbeit mit dem Institut für Sozialforschung in New York noch zu einem fruchtbaren Kontakt mit dem in Frankreich immer mehr isolierten Benjamin. Verstärkt wurde die Problematik durch das Verhalten von Horkheimer und Adorno, die in weiteren Veröffentlichungen keinen Bezug zu dem Kunstwerk-Aufsatz herstellten.

### Die Kritik Adornos
Als bedeutende zeitgenössische Kritik gilt Theodor W. Adornos Auseinandersetzung mit dem Aufsatz in zahlreichen eigenen Schriften und Briefen. So vertritt er in seinem 1936 veröffentlichten Beitrag Über Jazz, in Weiterführung von Horkheimers Theorie der Manipulation, die Position, dass die Massenkultur zu Passivität, Konformismus und Abschaffung von Individualität führe: „Die Kapitalkraft der Verlage, die Verbreitung durch Rundfunk und vor allem der Tonfilm bilden eine Tendenz zur Zentralisierung aus, die die Freiheit der Wahl einschränkt und weithin eigentliche Konkurrenz kaum zuläßt; der unwiderstehliche Propagandaapparat hämmert den Massen solange die Schlager ein, die er gut findet und die meist die schlechten sind, bis ihr müdes Gedächtnis wehrlos ihnen ausgeliefert ist.“
In einem umfangreichen Brief an Benjamin vom 18. März 1936 erläutert er seine Auffassung und richtet seinen Haupteinwand gegen dessen Ausarbeitungen zur Bedeutung der Technik in den Künsten: „Sie unterschätzen die Technizität der autonomen Kunst und überschätzen die der abhängigen.“ Insbesondere aber kritisiert Adorno den Einfluss Bertolt Brechts, den er in der dialektischen Betrachtung der Kunstwerke erkennt: „Es ist mir nun bedenklich, und hier sehe ich einen sehr sublimierten Rest Brechtischer Motive, daß Sie jetzt den Begriff der magischen Aura auf das ‚autonome Kunstwerk‘ umstandslos übertragen und dieses in blanker Weise der gegenrevolutionären Funktion zuweisen. […] Es scheint mir aber, daß die Mitte des autonomen Kunstwerks nicht selber auf die magische Seite gehört […], sondern in sich dialektisch ist: daß sie in sich das Magische verschränkt im Zeichen der Freiheit.“ Deutlicher noch in seiner Ablehnung Brechts wird er gegen Ende des Briefs. Dort schreibt er: „Wie ich denn überhaupt bei unserer theoretischen Differenz das Gefühl habe, daß sie gar nicht zwischen uns spielt sondern daß es vielmehr meine Aufgabe ist Ihren Arm steifzuhalten bis die Sonne Brechts einmal wieder in exotische Gewässer untergetaucht ist.“
Eine weitergehende Kritik an dem Kunstwerkaufsatz verfasste Adorno in einem Brief vom 21. März 1936 an Max Horkheimer. Er legt dar, dass die Tendenz des Essays nach seinem Sinne ist, doch Benjamin mythisiere die Entmythologisierung: „Oder drastischer gesprochen, er schüttet erst das Kind mit dem Bade aus und betet dann die leere Wanne an“.
Auch in anderen Arbeiten setzen sich sowohl Adorno wie Horkheimer weiterhin mit Benjamins Thesen auseinander. So bezeichnete Adorno seinen Aufsatz „Über den Fetischcharakter in der Musik und die Regression des Hörens“, 1938 in der Zeitschrift für Sozialforschung erstveröffentlicht, in der Vorrede zur dritten Buchausgabe von 1963 als Antwort auf den Kunstwerkaufsatz. Auch Horkheimers 1941 erschienener Beitrag Art and Mass Culture bezieht sich auf Benjamin, ohne diesen jedoch zu benennen. Der Widerspruch besteht in der Hauptsache zu Benjamins Ausführungen, dass die neuen Technologien und insbesondere die Filmtechnik die Chancen neuartiger Wahrnehmung bieten. Sowohl Adorno wie Horkheimer aber betonen die negativen Folgen der Massenkultur. So wurde von ihnen insbesondere in dem Kapitel Kulturindustrie. des Werks Dialektik der Aufklärung die kulturindustrielle Produktion als „Massenbetrug“ und „Reproduktion des Immergleichen“ dargestellt, die die Welt nur wiedergebe, wie sie ist und allein den kapitalistischen Verwertungsinteressen diene. Diese als Regressions- und Manipulationsthese bezeichnete Position war in der Nachkriegszeit bis in die achtziger Jahre die dominierende Medientheorie. Sie richtete sich gegen Benjamins Auffassung, dass modernen Medien die Möglichkeit einer Politisierung der Ästhetik innewohnt. Doch blieb der Kunstwerkaufsatz ungenannt, „so daß seine Anregungen erst aufgenommen wurden, als die Studentenbewegung Adornos Auffassung Anfang der siebziger Jahre in Frage zu stellen begann.“

### Die Kritik Brechts
Adorno sah und kritisierte den Einfluss Bertolt Brechts. Tatsächlich haben Brecht und Benjamin sich sowohl 1934, 1936 als auch 1938 in Skovsbostrand in Dänemark getroffen, und dabei gemeinsam an Texten gearbeitet. Für den Sommer 1936 ist belegt, dass sie die französische Fassung des Kunstwerkaufsatzes besprachen. Benjamin schrieb dazu in einem Brief an Alfred Cohn: „Ihre Aufnahme durch Brecht ging nicht ohne Widerstände, ja Zusammenstöße vonstatten. Das alles aber war sehr fruchtbar und führte, ohne den Kern der Arbeit im geringsten anzutasten, zu mehreren bemerkenswerten Verbesserungen.“ Auch in den Texten selbst ist die Zusammenarbeit von beiden erkennbar, so zieht Benjamin in dem Kunstwerkaufsatz eine Verbindung zu Brechts Der Dreigroschenprozeß, in dem dieser zuvor auf Benjamins Kleine Geschichte der Photographie zurückgegriffen hatte. Was Brecht an dem Kunstwerkaufsatz schätzte, wird in einem Schreiben an Mordecai Gorelik im März 1937 deutlich, dem er die Schrift empfiehlt: „eine Arbeit […] von Benjamin, in der er feststellt, wie revolutionierend die Tatsache, daß man Kunstwerke technisch massenhaft vervielfachen kann (Fotografie, Film), auf die Kunst und Kunstauffassung einwirkt.“
Der Begriff der Aura hingegen erschloss sich Brecht nicht, er ordnete ihn im Bereich der Mystik ein. 1938, nach einem weiteren Besuch Benjamins, notierte er in seinem Arbeitsjournal:

„er geht von etwas aus, was er aura nennt, was mit dem träumen zusammenhängt (den wachträumen). er sagt: wenn man einen blick auf sich gerichtet fühlt, auch im rücken, erwidert man ihn (!). die erwartung, daß, was man anblickt, einen selber anblickt, verschafft die aura. diese soll in letzter zeit im verfall sein, zusammen mit dem kultischen. b[enjamin] hat das bei der analyse des films entdeckt, wo aura zerfällt durch die reproduzierbarkeit von kunstwerken. alles mystik, bei einer haltung gegen mystik. in solcher form wird die materialistische geschichtsauffassung adaptiert! es ist ziemlich grauenhaft.“

Dieses Zitat, ebenfalls aufgeführt in den editorischen Anmerkungen zu Benjamins Gesammelte Schriften, wurde vielfach verwendet, um Brechts ablehnende Haltung gegenüber dem Kunstwerkaufsatz darzustellen. Diese ablehnende Haltung wurde von der späteren Benjamin- und Brecht-Forschung jedoch nicht bestätigt. So wies Günter Hartung darauf hin, dass die Notiz auf Benjamins Baudelaire-Studien und nicht auf den Kunstwerkaufsatz bezogen ist.
Benjamins Freund Gershom Scholem, als Religionswissenschaftler und Kabbala-Spezialist, begrüßte die metaphysische Konzeption des Aura-Begriffs und prognostizierte posthum, dass man dem Aufsatz „mit Sicherheit ein intensives Nachleben voraussagen“ könne. Er kritisierte jedoch, dass der Autor eine „hinreißend falsche Philosophie des Films als der wahrhaft revolutionären Kunstform aus marxistischen Kategorien“ entwickelt habe.

### Politisierung der Ästhetik
Nach dem Krieg blieb die Schrift auch nach den Veröffentlichungen von 1955 und 1963 weitgehend unbeachtet. Erst Ende der 1960er Jahre wurden die Thesen Benjamins erstmals hervorgehoben und von Helmut Heißenbüttel und Helmut Lethen der Ästhetischen Theorie Adornos kritisch gegenübergestellt. 1970 berief sich Hans Magnus Enzensberger in seiner Theorie der Medienpraxis auf Das Kunstwerk im Zeitalter seiner Reproduzierbarkeit: „Schon vor fünfunddreißig Jahren, zu einem Zeitpunkt also, da die Bewußtseins-Industrie noch relativ wenig entfaltet war, hat Walter Benjamin dieses Phänomen einer hellsichtigen dialektisch-materialistischen Analyse unterzogen. Sein Ansatz ist von der seitherigen Theorie nicht eingeholt, geschweige denn weitergeführt worden.“ Damit gelangte die Schrift zu einer breiteren Bekanntheit und in die Diskussion der Neuen Linken. Im Mittelpunkt standen dabei Benjamins Ausführungen zur Ästhetisierung der Politik, die Adornos Manipulationstheorie, nach der die Kulturindustrie das gesellschaftliche Massenbewusstsein lenkt, entgegengestellt wurden.
Die Studentenbewegung griff den Kunstwerkaufsatz auf, hob die Kritik an den bürgerlich-idealistischen Vorstellungen von Kunst hervor und schrieb sich „die Forderung nach Politisierung der Kunst auf die Fahnen“. Van Reijken und Van Doorn legen dar, dass Das Kunstwerk im Zeitalter seiner technischen Reproduzierbarkeit diejenige Arbeit sei, mit der Benjamin „zur Kultfigur der 68er Generation werden sollte“.

### Medientheoretische Rezeption
Mit dem wachsenden Interesse an der Medien- und Kommunikationsforschung wurde seit Mitte der 1980er Jahre die medienhistorische Dimension von Benjamins Schrift entdeckt und mit weiteren medienästhetischen Publikationen aus den 1920er und 1930er Jahren, zum Beispiel von Siegfried Kracauer und Rudolf Arnheim, ins Verhältnis gesetzt. Dabei wurde nicht die ideologische Funktion der Massenkultur in das Zentrum der Rezeption gestellt, sondern Benjamins Überlegungen zur Rolle der Medien für den Wandel der Kunst-, Kommunikations- und Erfahrungsformen. So würdigt Jonathan Crary, Kunsthistoriker an der Columbia University, das Werk wie folgt:

„Mehr als jeder andere hat möglicherweise Walter Benjamin die heterogene Struktur der Ereignisse und Objekte entworfen […]. In den verschiedenen Fragmenten seiner Schriften treffen wir auf einen veränderlichen und sich wandelnden Betrachter, der durch neue städtische Räume, Technologien und neue ökonomische wie symbolische Funktionen von Bilder und Produkten geprägt ist. […] Für Benjamin war Wahrnehmung zutiefst komplementär und kinetisch – er macht deutlich, daß die Moderne einen kontemplativen Betrachter erst gar nicht mehr zuläßt.“

Obwohl Benjamins Medienbegriff weit entfernt ist von der „nachrichten- und kommunikatitonstechnologisch reduzierten Auffassung von Medialität“, gilt das Kunstwerk im Zeitalter seiner technischen Reproduzierbarkeit, zusammen mit Benjamins Schriften Kleine Geschichte der Photographie von 1931 und Der Autor als Produzent aus dem Jahr 1934, als Gründungsdokument der modernen Medientheorie.

### Druckfassungen
Das Kunstwerk im Zeitalter seiner technischen Reproduzierbarkeit (erste deutsche Fassung, 1935); in:
- Walter Benjamin: Gesammelte Schriften. Band I, Werkausgabe Band 2, herausgegeben von Rolf Tiedemann und Hermann Schweppenhäuser. Suhrkamp, Frankfurt am Main 1980, ISBN 3-518-28531-9, S. 431–469.

L’œuvre d’art à l’époque de sa reproduction mécanisée (von Pierre Klossowski übersetzte und gekürzte französische Fassung, 1936) In:
- Zeitschrift für Sozialforschung. 5, 1936, Heft 1, S. 40–66.
- Walter Benjamin: Gesammelte Schriften. Band I, Werkausgabe Band 2, herausgegeben von Rolf Tiedemann und Hermann Schweppenhäuser, Suhrkamp, Frankfurt am Main 1980, ISBN 3-518-28531-9, S. 709–739.

Das Kunstwerk im Zeitalter seiner technischen Reproduzierbarkeit (zweite, erweiterte deutsche Fassung, 1936); in:
- Walter Benjamin: Gesammelte Schriften. Band VII, Werkausgabe Band 1, herausgegeben von Rolf Tiedemann und Hermann Schweppenhäuser, Suhrkamp, Frankfurt am Main 1989, ISBN 3-518-28531-9, S. 350–384.

Das Kunstwerk im Zeitalter seiner technischen Reproduzierbarkeit. (dritte, autorisierte letzte Fassung, 1939); In:
- Walter Benjamin: Schriften. Band I, herausgegeben von Theodor W. Adorno. Suhrkamp, Frankfurt am Main 1955, S. 366–405.
- Walter Benjamin: Drei Studien zur Kunstsoziologie. edition Suhrkamp, Frankfurt am Main 1963, ISBN 3-518-10028-9, S. 7–63. (Diese Ausgabe enthält zudem die Aufsätze Kleine Geschichte der Photographie. (1931) und Eduard Fuchs, der Sammler und der Historiker. (1937).)
- Walter Benjamin: Gesammelte Schriften. Band I, Werkausgabe Band 2, herausgegeben von Rolf Tiedemann und Hermann Schweppenhäuser. Suhrkamp, Frankfurt am Main 1980, ISBN 3-518-28531-9, S. 471–508.
- Walter Benjamin: Medienästhetische Schriften. herausgegeben von Detlev Schöttker. Suhrkamp Verlag, Frankfurt am Main 2002, ISBN 3-518-29201-3, S. 351–383.
- Detlev Schöttker: Walter Benjamin. Das Kunstwerk im Zeitalter seiner technischen Reproduzierbarkeit. Kommentar. Suhrkamp Studienbibliothek, Frankfurt am Main 2007, ISBN 978-3-518-27001-1, S. 7–50.

Das Kunstwerk im Zeitalter seiner technischen Reproduzierbarkeit (fünf Fassungen) In:
- Walter Benjamin: Das Kunstwerk im Zeitalter seiner technischen Reproduzierbarkeit, Werke und Nachlaß. Kritische Gesamtausgabe, Band 16, Suhrkamp, Berlin 2013, ISBN 978-3-518-58589-4.

### Sekundärliteratur
- Birgit Recki: Aura und Autonomie. Zur Subjektivität der Kunst bei Walter Benjamin und Theodor W. Adorno. Königshausen & Neumann, Würzburg 1988, ISBN 3-88479-361-6.
- Willem van Reijen, Herman van Doorn: Aufenthalte und Passagen. Leben und Werk Walter Benjamins. Eine Chronik. Suhrkamp-Verlag, Frankfurt am Main 2001, ISBN 3-518-58302-6.
- Sven Kramer: Walter Benjamin zur Einführung. Junius, Hamburg 2003, ISBN 3-88506-373-5.
- Christian Schulte (Hrsg.): Walter Benjamins Medientheorie, 12 Aufsätze. UVK-Verlag, Konstanz 2005, ISBN 3-89669-467-7.